# Филени
Филените (на старогръцки: Φιλαίνοι) са легендарни полубратя – пуни, които се съгласи да се жертват, за да се установи „справедлива граница“ между пунически Картаген и на съседна Кирена.
Легендата отразява споровете за територии между двата града, които продължават няколко десетилетия, докато най-накрая управниците им стигнали до консенсус относно начина по който да си поделят африканския бряг помежду си - всеки да изпрати един към друг по един пратеник и където се срещнат пратениците, там да е границата. Имало съмнение, че киренският пратеник бил тръгнал по-рано от картагенския. В знак на честност и раздразнен от отправените му обвинения, киренския филена не намерил друг подходящ начин да докаже честността на киренците и се съгласил да бъде погребан жив. Впоследствие на мястото на смъртта му вярващите в честността му издигнали два филенови олтари подобни на херкулесовите стълбове. 